# Некроз

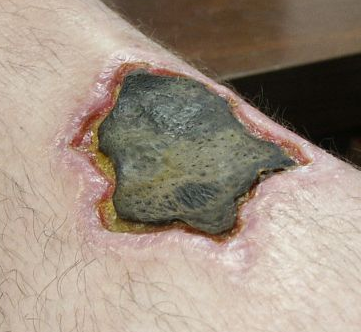
Некротичне ураження шкіри ноги

Некро́з (дав.-гр. νεκρός — смерть) — передчасна загибель і руйнування клітини в живому організмі під дією факторів, найчастіше критичного ушкодження.
Некроз — патологічний стан, при якому відбувається денатурація внутрішньоклітинних протеїнів і ферментативне перетравлення змертвілих клітин. Некротичні клітини втрачають здатність підтримувати цілісність мембрани, внаслідок чого компоненти клітин виходять за її межі, що породжує запалення оточуючих некроз тканин. Ферменти, що спричинюють перетравлення некротичних клітин, надходять з їх лізосом, а також із лейкоцитів, що завжди супроводжують запальну реакцію.

## Етіологія
Етіологія некрозу пов'язана із природою фактора критичної альтерації. Критична альтерація — молекулярно-субклітинне ушкодження цілої клітини або її окремих елементів (плазматичної мембрани, рецепторів, мітохондрії, генетичного апарату, системи біосинтезу молекул, цитоскелету, системи утилізації), що загрожує загибеллю клітини.
Причини критичної альтерації поділяють на три групи:
1. Внутрішньоклітинні причини
  - нестача енергії в клітині
  - критичне збільшення кількості Кальцію в цитозолі
  - ушкодження вільними радикалами
  - ацидотична альтерація
  - пероксидація ліпідів цитоплазми та мембран
  - ушкодження транспортних механізмів плазмолеми
  - екситотоксичне ушкодження нейронів надлишком медіаторів
  - синтез і кумуляція в клітині ендотоксичних пептидів
2. Зовнішні причини
  - інфікування патогенними вірусами, бактеріями, грибами
  - ушкодження фізико-хімічними факторами
  - ушкодження токсичними метаболітами
  - ушкодження деструктивними молекулами, що вивільнені макрофагами та лейкоцитами
  - ушкодження токсичними метаболітами, утвореними при реперфузії після тривалої ішемії тканини
  - ятрогенні ушкодження
3. Імунологічна катастрофа
  - перевантаження клітини сторонніми антигенами
  - розпізнавання імуноцитами власних клітин за сторонні

## Патогенез
Етапи:
- Паранекроз
- Некробіоз
- Некроз

Стадії клітинної відповіді на стрес і шкідливі чинники

Некротичний процес розпочинається під впливом фактору критичної альтерації. Спершу фактор критичної альтерації реагує із трансмембранними сигналперетворювальними рецепторами клітини або активує цитоплазматичні сигналперетворювальні молекули, які своєю чергою передають молекулярні сигнали до генів клітини, що ініціюють програми організації та виживання клітини або її смерть шляхом апоптозу. Якщо ж немає змоги виконання аварійних програм виживання клітина гине шляхом некрозу.

## Класифікація
Некроз класифікується за морфологічними та клінічними ознаками.

### Морфологічна
Залежно від морфологічних змін, визначають 5 основних форм некрозу:
1. Коагуляційний некроз — характеризується формуванням желатино-подібної субстанції, в якій можна визначити морфологію тканини під мікроскопом. Коагуляція виникає внаслідок денатурації протеїнів. Цей тип некрозу спостерігається внаслідок ішемії тканин.
2. Колікваційний некроз — характеризується перетравленням мертвих клітин і формуванням тягнучої рідкої маси. Виникає внаслідок бактеріальної або грибкової інфекцій, що стимулють активний запальний процес, активну участь в якому беруть лейкоцити, при загибелі яких утворюється рідка жовтувата рідина (гній).
3. Казеозний некроз — виникає при комбінації факторів, що призводять до коагуляційного та колікваційного некрозів, виникає переважно внаслідок дії мікобактерії туберкульозу. Некротична тканина має білуватий колір, а при мікроскопії визначаються аморфні гранулярні залишки на фоні запалення. Казеозний некроз спостерігається при гранульомі.
4. Жировий некроз — виникає при змертвінні жирової тканини, що призводить до активації її ферменту ліпази, якою багата зокрема жирова тканини підшлункової залози. При уражені жирової тканини цього органу виникає гострий панкреатит.
5. Фібриноїдний некроз — це особлива форма некрозу, при якому відбувається пошкодження тканин (найчастіше судинна стінка) внаслідок імунної реакції та руйнування (змертвіння) клітин. Такий тип ураження відбувається при накопиченні стінками судин антигенів — імунних комплексів.

### Клінічна
Клінічно вирізняють кілька видів змертвінь біологічних тканин: гангрена (волога, суха), пролежні, інфаркт, виразка та нориця.

### Етіопатогенетична (морфофункціональна)
Класифікація некрозів відповідно до факторів, які його спричинюють:
- Алергічний некроз (ендо- та екзо- антигени, наприклад, фібриноїдний некроз при інфекційно-алергічних і  аутоімунних захворюваннях)
- Ангіоневротичний некроз (при тривалому спазмі судин)
- Судинний некроз
- Токсичний некроз (вплив кислот, лугів, солей важких металів, ферментів, лікарських препарати, етилового, метилового спиртів тощо)
- Травматичний некроз (вогнепальне поранення, радіація, електрика, температурна травма)
- Трофоневротичний некроз (пролежні, незагоєні виразки).